# Virgilio Lazzeroni
Virgilio Lazzeroni Albani (Firenze, 21 aprile 1915 – Firenze, 21 ottobre 2000) è stato uno psicologo italiano.

## Biografia
Studente di filosofia all'Università degli Studi di Firenze, entrò all'Istituto di psicologia diretto da Enzo Bonaventura. Nel 1937 fu pubblicato il suo articolo "Il medievalismo di Cartesio" nella rivista accademica Études Cartésiennes III, che si occupava di raccogliere tutti i lavori del nono congresso internazionale di filosofia. Con l'emanazione delle leggi razziali fasciste del 1938, l'istituto di psicologia dell'ateneo fiorentino in cui si trovava Lazzeroni vide Bonaventura, di origini ebraiche, dover rinunciare alla propria posizione, lasciando la direzione ad Alberto Marzi. Dopo la laurea, trascorse un periodo di soggiorno-studio in Francia, dove poté seguire da vicino l'attività di ricerca di Pierre Janet. Nonostante la sua adesione al funzionalismo, nel 1942 la Rivista di psicologia pubblicò un suo articolo scientifico dal titolo "Su alcuni orientamenti della psicologia moderna", in cui scriveva che "l'oggetto della ricerca psicologica è un momento dell'esperienza riducibile al comportarsi degli organismi animali in situazioni date", introducendo di fatto per la prima volta l'approccio comportamentista in Italia. Chiamato alle armi nel 1943, venne nominato vicedirettore del centro di psicologia applicata del Consiglio Nazionale delle Ricerche al comando della difesa territoriale di Bologna.
Internato in Germania come prigioniero di guerra dal settembre 1943 al settembre 1945, raccolse importanti documentazioni sulle conseguenze psicologiche dei lager, fondate su osservazioni dirette condotte in otto campi di concentramento tedeschi, su individui di varia nazionalità, etnia, genere e condizione di internamento.
Dopo la fine della seconda guerra mondiale, si trasferì a Siena, dove fondò con Marzi il centro di orientamento professionale. Nel 1958 gli venne affidato l'insegnamento di psicologia alla Facoltà di medicina e chirurgia dell'Università degli Studi di Siena; nel 1959 conseguì la libera docenza, divenendo direttore dell'Istituto di psicologia, che fu confermata nel 1964 con l'incarico di insegnare alla Facoltà di scienze matematiche, fisiche e naturali dell'ateneo senese.
Nella metà degli anni sessanta insieme al proprio allievo Saulo Sirigatti e al clinico medico Fernando Marcolongo avviò un'indagine sull'epidemiologia dell'artrite reumatoide per comprenderne gli aspetti psicologici. Appassionato di esoterismo, il 20 ottobre 1969 fu iniziato alla massoneria entrando nella loggia Arbia, divenendo poi direttore responsabile della rivista della Serenissima gran loggia di rito simbolico italiano L'acacia.
Nel 1984 sotto suo impulso, l'Università di Siena istituì il corso di perfezionamento in terapia del comportamento. Nel 1992, in concomitanza con la sua nomina a professore emerito e il suo pensionamento, venne organizzato a Siena il congresso "Cinquanta anni di comportamentismo in Italia".

## Opere
- Virgilio Lazzeroni Albani, La formazione del pensiero cartesiano e la scolastica, Padova, CEDAM, 1940.
- Virgilio Lazzeroni, Le origini della psicologia contemporanea, Firenze, Editrice Universitaria, 1956.
- Virgilio Lazzeroni, Recenti interpretazioni dei meccanismi fisiologici del comportamento, Firenze, Editrice Universitaria, 1963.
- Virgilio Lazzeroni, Lezioni di psicologia generale, Firenze, Organizzazioni Speciali, 1971.
- Virgilio Lazzeroni, L'interpretazione del comportamento normale e patologico, Milano, FrancoAngeli, 1985.